# António Nicolau d'Almeida
António Nicolau d'Almeida (Porto, 19 de outubro de 1873 — Porto, 21 de fevereiro de 1948) foi o primeiro presidente do Futebol Clube do Porto e também um antigo comerciante da cidade do Porto. Ele fundou o FC Porto sob o nome Foot-Ball Club do Porto, em 1893.
Era sócio com o seu pai de uma firma exportadora de vinho do Porto, e era também sócio do Velo Club do Porto.

## Fundação do FC Porto
Numa das suas viagens a Inglaterra, Nicolau ficou fascinado com o futebol e desde logo começou a pensar na ideia de criar um clube em Portugal. Assim, com alguns amigos da alta sociedade, no dia 28 de setembro de 1893, fundou o Foot-Ball Club do Porto, no dia do aniversário de nascimento e casamento do rei D. Carlos e da rainha D. Amélia. Na altura, tinha 20 anos.